# Gabón en los Juegos Olímpicos de Río de Janeiro 2016
Gabón participa en los Juegos Olímpicos de 2016 en Río de Janeiro, Brasil, del 5 al 21 de agosto de 2016.

## Participantes
Atletismo
- Wilfried Bingangoye (100 m masculino)
- Ruddy Zang Milama (100 m femenino)

Natación
- Maël Ambonguilat

Taekwondo
- Anthony Obame

Yudo
- Paul Kibikai
- Sarah Myriam Mazouz